# Cypa kitchingi
Cypa kitchingi là một loài bướm đêm thuộc họ Sphingidae. Loài này có ở Sulawesi.